# Wertheim-Meigs-Operation
Die Wertheim-Meigs-Operation (nach Ernst Wertheim und Joe Vincent Meigs) ist ein Operationsverfahren zur chirurgischen Therapie des Zervixkarzinoms.

## Umfang und Indikation
Die Wertheim-Meigs-Operation wird ab Stadium IA2 (nach der FIGO-Klassifikation) des Zervixkarzinoms eingesetzt. Es handelt sich um einen der umfangreichsten gynäkologischen Eingriffe. Er besteht aus folgenden Einzelmaßnahmen:
- radikale Hysterektomie; bei älteren Frauen oder Adenokarzinomen zusätzlich mit Adnexen.
- Lymphadenektomie mit Entfernung des Binde- und Fettgewebes einschließlich der Lymphbahnen und Becken-Lymphknoten beidseits im Verlauf der Arteria et Vena iliaca communis, Arteria et Vena iliaca externa sowie Arteria et Vena iliaca interna.
- Ausräumung des die Scheide umgebenden (parakolpischen) Gewebes in der Fossa obturatoria bis auf den Beckenboden.

Je nach Stadium, beziehungsweise in Abhängigkeit von seiner Größe, wird der Tumor unter Mitnahme einer mehr oder weniger großen Scheidenmanschette reseziert.

## Probleme der Operation
Der derzeitigen operativen Standardtherapie des Zervixkarzinoms in Form der Wertheim-Meigs-Operation liegen naturgemäß historische Vorstellungen über die Anatomie des weiblichen Beckens und die lokale Tumorausbreitung zugrunde. Trotz der radikalen Operation ist nach der Operation bei vielen Patientinnen mit histopathologisch nachgewiesenen Risikofaktoren eine zusätzliche Strahlentherapie oder Chemoradiotherapie erforderlich. Trotzdem ist mit einer lokoregionären Rezidivrate von 10–15 % zu rechnen. Die Rate behandlungsbedingter moderater und schwerer Morbidität ist mit 30 % hoch, da in der chirurgischen Anatomie die autonomen Beckennerven ignoriert und die Grenzen gegenüber dem Rektum- und Harnblasenkompartiment nicht klar definiert werden. Diese Probleme sollen bei der Totalen mesometrialen Resektion des Uterus (TMMR), einer 1998 entwickelten Operationsmethode, künftig nicht mehr bestehen. Die Methode wurde jedoch bislang nicht in prospektiv randomisierten oder multizentrischen Studien auf Morbidität und Mortalität untersucht.

## Anästhesiologische Aspekte
Die Wertheim-Meigs-Operation ist ein großer Eingriff des Abdomens, der, wenn möglich, in Kombinationsanästhesie (Allgemeinanästhesie in Kombination mit einer thorakalen Periduralanästhesie) durchgeführt wird. Die potenziell großen Flüssigkeitsverschiebungen und -Verluste sowie eine oft vorbestehende Anämie machen eine differenzierte Überwachung (ggf. invasive Blutdruckmessung, zentralvenöse Katheterisierung) und Volumentherapie sowie gegebenenfalls Transfusion von Blutkonserven notwendig. Bei Patientinnen ohne kardiale Vorerkrankungen kann durch eine kontrollierte Hypotension der Blutverlust verringert werden. Postoperativ ist oft die Betreuung auf einer Wach- oder Intensivstation notwendig. Den Patientinnen kann eine (peridurale oder intravenöse) patientenkontrollierte Schmerztherapie angeboten werden.
Gynäkologische Operationen, speziell die Hysterektomie, werden mit im Vergleich zu anderen Eingriffen deutlich erhöhten Raten an postoperativer Übelkeit und Erbrechen (PONV, bei bis zu 80 % der Patientinnen) in Verbindung gebracht. Ob der Eingriff dafür eine spezifische Ursache ist, wird kontrovers diskutiert, nach aktueller Datenlage aber eher abgelehnt. Wahrscheinlich ist die hohe Inzidenz hauptsächlich durch das Risikoprofil der Patientinnen bedingt, da der Faktor weibliches Geschlecht per se mit einer zwei- bis dreifachen Rate an PONV einhergeht. Zur Prophylaxe und Behandlung der postoperativen Übelkeit existieren eine Vielzahl von Behandlungsmöglichkeiten wie die Durchführung eine total intravenösen Anästhesie sowie die Verabreichung verschiedener Antiemetika (Dexamethason, Setrone u. a.).

## Geschichte
Der österreichische Gynäkologe Ernst Wertheim entwickelte 1898 die radikale Operationsmethode über einen Bauchschnitt, die später vom Amerikaner Joe Vincent Meigs weiterentwickelt wurde, da der Weg über einen Bauchschnitt in früheren Zeiten zu riskant war. Bei der Wertheim'schen Radikaloperation starben anfangs, bedingt durch die Größe und die Dauer des Eingriffes, bis zu 74 Prozent der Patientinnen. Zwischen Ernst Wertheim und seinem früheren Lehrer Friedrich Schauta entbrannte damals eine wissenschaftliche Auseinandersetzung um die bessere Operationstechnik bei Gebärmutterhalskrebs. Schauta favorisierte die von ihm entwickelte vaginale radikale Hysterektomie (Schauta-Stoeckel-Operation). Im direkten Vergleich beider Methoden war der vaginale Eingriff mit einer geringeren Letalität verbunden, jedoch auch weniger radikal, da Lymphknotengruppen nicht erreichbar waren. Durch die Reduzierung der Risiken bei der Operation am offenen Bauch nahm die Bedeutung der Schauta'schen Operation zugunsten der Wertheim'schen Operation ab.